# N.C.S.V. Diogenes

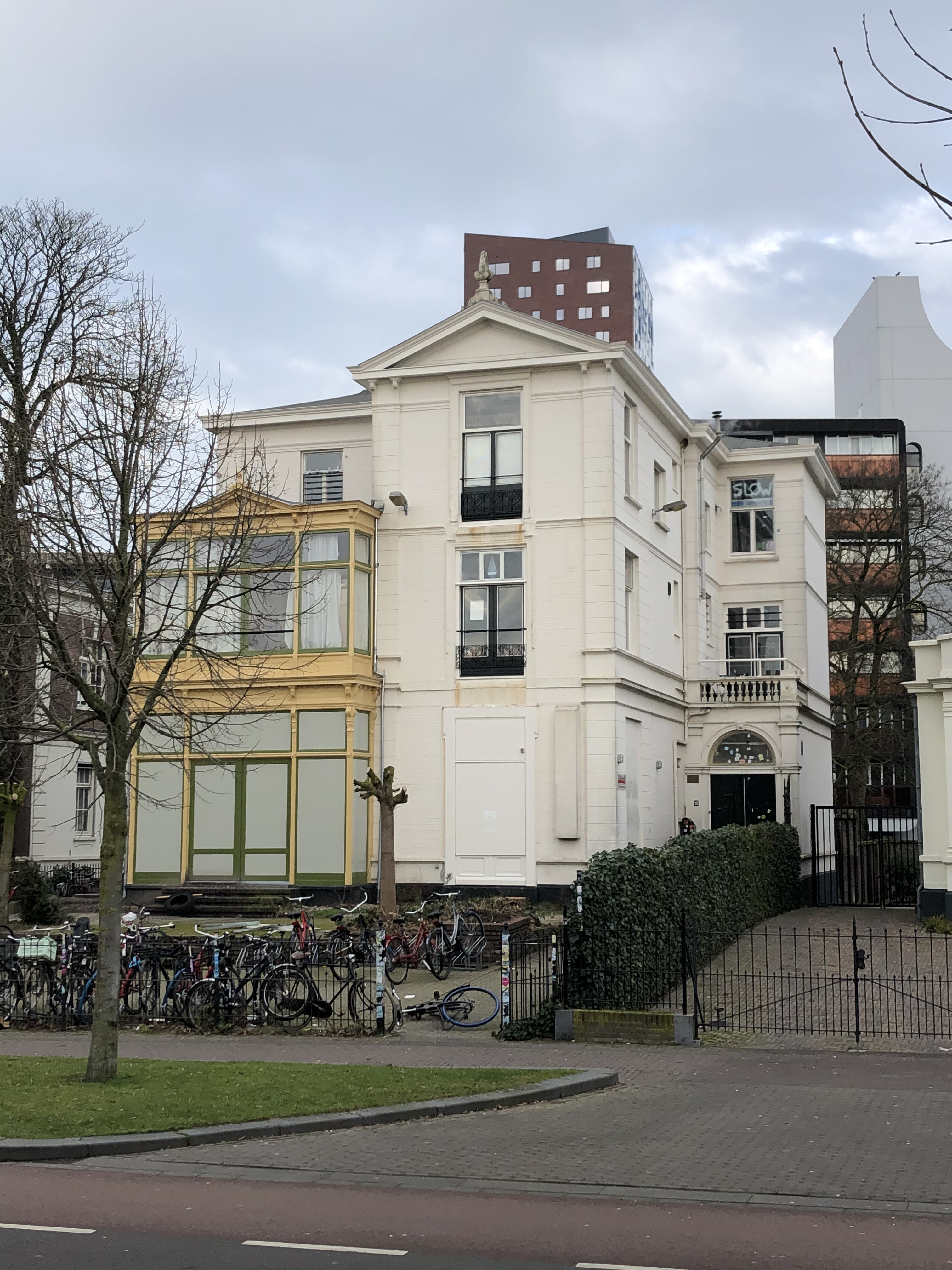
Van Schaeck Mathonsingel 10, voorheen het gebouw van Diogenes.

De Nijmeegse Culturele Studenten Vereniging (N.C.S.V.) Diogenes, kortweg Diogenes of Dio genoemd, was een Nijmeegse culturele studentenvereniging.

## Ontstaan en historie
De vereniging is in 1957 ontstaan uit de Vereniging van Jaarkringen, een groep samenwerkende onafhankelijke jaarkringen. Zij bood een tegenwicht voor de klassieke studentenverenigingen SSN Roland & De Meisjesclub Lumen Ducet, later de N.S.V. Carolus Magnus. Het non-conformisme dat de wijsgeer Diogenes aanhing, werd dan ook gebruikt om het Establishment (SSN Roland) te antagoniseren. Toch kende Diogenes aanvankelijk een vrij traditionele structuur.
De eerste preses van Diogenes was Jules Hermans, afkomstig uit de jaarkring R.E.I.N.A.E.R.T. (1957). Diogenes bleek een duchtige concurrent van Roland: in 1958 had de eerste ruim 100 nieuwe leden, de laatste slechts 30. In 1959 volgde de Koninklijke erkenning, en tevens werd het in dit jaar mogelijk om ook disputen op te richten binnen de SSN Diogenes.
In de jaren zestig en zeventig ‘verlinkst’ de studentenpopulatie in Nijmegen en de hippiebeweging kreeg in Diogenes een groot aandeel. Het restant traditioneel ingestelde studenten binnen Diogenes zette zich hier tegen af, maar dit kon niet verhinderen dat linkse waarden en normen het belangrijkste aandeel gingen vormen binnen de vereniging. Typerend voor deze verschuiving is het bestuur in 1967: zij traden aan in rokkostuum en traden af in T-shirt.
De disputen die Diogenes tot op dat moment heeft gekend trekken weg uit de Witte Villa aan de Van Schaeck Mathonsingel en gaan hun eigen weg. Diogenes legt zich vanaf dat moment meer en meer toe op cultuur, met de focus op tolerantie en het "wakker schudden en houden" van de Nijmeegse student. Films, discussieavonden, theatersport, concerten en feesten (o.a. de PuberPopParty) maakten Diogenes tot een begrip, ook buiten de studentenpopulatie.
In de jaren tachtig heeft Diogenes naast een cultuurprogramma ook het monopolie wat betreft nachthoreca. Het nachtcafé van Diogenes was de enige plek in Nijmegen waar tot in de vroege ochtend kon worden gedronken. De programmering van bands was in de jaren '70 en daarna vrij vooruitstrevend; van (thans) wereldbekende bands als The Police en The Cure tot de avant-garde van de elektronische muziek (o.a. Chris and Cosey) hebben hun opwachting gemaakt in Diogenes. Ook nationale rockers als Herman Brood en Frank Boeijen vertoefden meermaals in de witte villa. Pé Hawinkels was een tijd lang actief medewerker van Diogenes en actrice Loes Luca, journalist Willem Oltmans en dichter/jazz-dj Jules Deelder traden er op.
Het bestuur constateerde midden jaren ’80 de tweeslachtigheid van Diogenes met aan de ene kant een culturele vereniging en aan de andere kant de nachthoreca. Dit leidde in 1992 tot een voorstel om naast de vereniging een horecastichting te starten. Dit voorstel kon echter niet op een meerderheid in de medewerkersvergadering rekenen en Diogenes ging als vereniging met twee gezichten verder.

## Neergang en faillissement
De jaren rond de eeuwwisseling waren zeer succesvol voor de vereniging. Omzetten waren hoger dan ooit tevoren en de populariteit van feesten was ongekend. Maar aan het begin van het nieuwe millennium begon het tij te keren. Het monopolie op openingstijden na 2.00 uur ’s nachts verdween, de wensen van de studentenpopulatie veranderden en de bezoekersaantallen begonnen te slinken. De tweestrijd tussen nachthoreca en culturele activiteiten bleef voor discussie zorgen binnen de vereniging en er waren te weinig actieve medewerkers om alle activiteiten mogelijk te maken.
Na meerdere jaren van financiële problemen en bestuurscrises werd in de medewerkersvergadering van woensdag 21 september 2005 besloten faillissement aan te vragen voor Nijmeegse Culturele Studentenvereniging Diogenes. In de maanden hierna is intensief gewerkt aan een doorstart van Diogenes, maar deze is er niet gekomen.

## Na het faillissement
Per juni 2006 is het pand aan de Van Schaeck Mathonsingel door de Stichting Nijmeegs Universiteitsfonds (SNUF) ter beschikking gesteld aan verschillende verenigingen, waaronder roeivereniging NSRV Phocas, christelijke studentenvereniging NSN, alternatieve studentenvereniging Karpe Noktem,  tennisvereniging N.S.L.T.C. Slow, hockeyclub NSHC Apeliotes, zeilvereniging NSZV De Loefbijter, christelijke studentenvereniging VGSN Thesaurum Quaeritans, AEGEE-Nijmegen, theatervereniging Imtekato, poëziefestival Onbederf'lijk Vers en stichting Studenten voor Oekraïne. Het gebouw heet sinds juni 2006 de Villa Van Schaeck en wordt door de stichting Villa van Schaeck beheerd. Deze stichting is een samenwerkingsverband tussen Phocas en Navigators.
De Nijmeegse Disputen Federatie Argus was ook een van de verenigingen die onderdak had gevonden in de Villa Van Schaeck, maar in maart 2008 werd hen de toegang tot het pand ontzegd. Na het vertrek van Argus namen Karpe Noktem en VGSN de plaats in, in de Villa van Schaek.
Het archief van Diogenes is eind 2006 ondergebracht bij het Katholiek Documentatie Centrum, onderdeel van de Universiteits Bibliotheek van de Radboud Universiteit Nijmegen. Eind 2007 is er een reünie voor medewerkers geweest en er was sprake van een feest ter gelegenheid van het 50-jarig bestaan van Diogenes in 2008.
Sinds 2017 is de Stichting Studentenvoorzieningen Nijmegen (SSN), als rechtsopvolger van de SNUF, de eigenaar van het pand. Deze wil het pand uiterlijk in 2027 verkopen.

## Activiteiten ontstaan bij Diogenes
- 1994 - PuberPopParty
- 1994 - Valkhofaffaire
- 1999 - Koortsfestival
- 1999 - Oranjepop
- 2003 - Onbederf’lijk Vers
- 2004 - Kaf en Koren

Binnen de vereniging werd vaak ook de oprichting van Mojo Concerts genoemd als ontstaan bij Diogenes. Dit is echter niet het geval. Wel zijn twee oud-bestuursleden vele jaren werkzaam geweest bij Mojo.